# Ишимские курганы
Ишимские курганы — группа памятников раннего железного века (8—4 до н. э.), на территории Акмолинской и Северо-Казахстанской областей Казахстана, в бассейне реки Ишим. Включает 1300 курганов, свыше 300 захоронений. Раскопано около 250 курганов. В 1954 были исследованы К. А. Акишевым, М. П. Грязновым, М. К. Хабдулиной и др. Ученые относят их к трансмолинской и разделяют на памятники раннего (8 — 15 вв. до н. э.) и позднего (4— 2 вв. до н. э.) периодов.
Курганы представляют собой земляные и каменно-земляные насыпи. Диаметр малых курганов 6—12 метров, высота 0,3 метра; средних — 13—29 м, высота 1,4 метра; больших курганов, где погребены представители высших социальных групп, —30—80 метров, высота 4 м. Погребенные уложены на спине в ямах, головой на северо-запад. В больших курганах встречаются надземные камеры, сооруженные из брёвен. В них были найдены бронзовые наконечники стрел, топоры, кинжалы, ножи, круглые зеркала, уздечки. Особое место в скоплении курганов занимает Бирлик, древнее захоронение раннего периода. Железные изделия, появившиеся и 8—7 вв. до н. э, сменили бронзовые, предметы последующего периода. Курганы 4—2 вв. до н. э. относятся к периоду гуннских племен. Всего исследовано 15 курганов этого периода. Объемы курганов уменьшаются, упрощается их структура. Трупоположение головой на юг. Появляется новое вооружение: длинные мечи, лук больших размеров. В 3-м кургане обнаружен лук дл. 1,6 м, сделанный по гуннскому образцу. Ишимские курганы являются ценным археологическим источником для исследования исторических периодов народов северных регионов Казахстана. В сакскую эпоху племена бассейна реки Ишим были в тесных экономических и культурных связях с соседними племенами, обитавшими на территории современного Центрального Казахстана, Западной Сибири и Южного Урала. Археологические материалы свидетельствуют о распространении металлургии, добычи руд и изготовления оружия.